# Scraptia jakowleffi
Scraptia jakowleffi là một loài bọ cánh cứng trong họ Scraptiidae. Loài này được Reitter miêu tả khoa học năm 1889.